# 体節
体節（たいせつ、英語：segment, metamere）とは、動物の体の構造に見られる体軸方向の繰り返し構造を指す生物学用語である。19世紀の生物学者エルンスト・ヘッケルはこれを動物の体の構成の一つの単位と見なした。
全身の構造が体節の繰り返しでできている場合、これを体節制と言う。
また、脊椎動物の発生においても中胚葉性の分節構造の名称として「体節」があるが、こちらはsomiteの訳語であって、本項目の述べる概念とは意味が異なるので注意。背中側で脊索の両側に位置し、のちに脊椎骨を含む骨格や骨格筋、真皮などに分化する。（詳細は体節 (脊椎動物)）

## 動物体に見られる体節
節足動物や環形動物の体が節に分かれ、それぞれの節に付属肢を持っているのはよく知られている。このような節を「体節」と言い、これらの動物では体全体が体節の組み合わせで構成されていることから、そのような体制を「体節制」と言う。
しかしながら、体節のような構造はこれらの動物のみに見られるものではない。たとえば脊椎動物においても、脊椎骨は体軸方向にほぼ同じものが繰り返されている。ヒトの体であれば、腹筋などははっきりとした体節様の見かけを持つ。筋肉に関しては、魚類では体節様の筋肉の配置をより明確な形で見ることができ、それは日常生活においても煮魚の身をほぐすなどすることで容易く確かめられる。このような構造も体節と呼べるのであって、その意味では「体節」の語義は「体節制」のそれより広い。